# Caccobius inops
Caccobius inops är en skalbaggsart som beskrevs av Louis Albert Péringuey 1901. Caccobius inops ingår i släktet Caccobius och familjen bladhorningar. Inga underarter finns listade.